# Tjusträsk
Tjusträsk eller Bollstadträsk är en sjö i Sjundeå kommun i Finland.   Den ligger i landskapet Nyland, i den södra delen av landet, 40 km väster om huvudstaden Helsingfors. Tjusträsk ligger 3,2 meter över havet. I omgivningarna runt Tjusträsk växer i huvudsak barrskog. Arean är 1,1 kvadratkilometer och strandlinjen är 4,99 kilometer lång. Sjön  ingår i Sjundeå å huvudavrinningsområde. 
Tjusträsk är till ytan Sjundeås tredje största och till volymen Sjundeås näst största sjö. Runt Tjusträsk finns det gott om åkrar och ganska lite bebyggelse. Sjöns stränder är vassbevuxna. På den sydöstra stranden finns ett naturskyddsområde och på den nordöstra stranden ett fågeltorn.